# Чирянка африканська
Чирянка африканська (Anas capensis) — вид водоплавних птахів родини качкових (Anatidae). Поширений у Африці.

## Поширення
Він досить поширений у південній половині Африки. Живе в неглибоких озерах і болотах у внутрішніх районах, в гирлах річок і лагунах уздовж узбережжя.

## Опис
Це один з найменших видів роду, в середньому 35 см завдовжки і вагою 320—500 грамів. Оперення блідо-сіре з коричневими плямами. Характерне дзеркало на внутрішніх махових перах темно-зелене з білою окантовкою. Дзьоб рожевий, райдужка очей червона. Статевого диморфізму немає.

## Спосіб життя
Харчується водними рослинами, планктоном, ракоподібними та водними комахами. Це справжні пірнаючі качки, вони пірнають у пошуках їжі та здатні плавати під водою, використовуючи свої крила як плавники. Дзьоб оснащений зазубринами, які дозволяють йому фільтрувати воду, захоплюючи планктон і дрібних тварин.
При сигналюванні самець видає свист, а самиця видає крякання носом. Для цього виду характерний своєрідний танок, що виконується на поверхні води: швидкий рух по півколу з демонстрацією дзеркала розкритих крил.
Самка відкладає 7-8 яєць, які висиджує протягом 25-26 днів. Каченята оперяються через 6 тижнів. Смертність у цій фазі висока, в основному через хижаків, попри те, що мати захищає дитинчат.